# شيماء عباس

## سيرتها
ممثلة مصرية من مواليد الإسكندرية في 26 فبراير 1987.
تخرجت في كلية (الآداب) جامعة (الإسكندرية) قسم (الدراسات المسرحية) شعبة (تمثيل).

## أعمالها

### المسلسلات
- حلوة الدنيا سكر (2021([2]
- هوجان (2019)
- أبو العروسة ج2 (2018)
- الوصية (2018)
- أبو العروسة (2017)
- إزي الصحة (2017)
- الكبريت الأحمر ج1 (2016)
- الكيف (2016)
- آه من حوا (2016)
- وعد (2016)
- ونوس (2016)
- الصعلوك (2015)
- شمس (2014)
- عد تنازلي (2014)
- الوالدة باشا (2013)
- الإمام الغزالي (2012)
- بفعل فاعل (2012)
- حارة خمس نجوم (2012)
- خطوط حمراء (2012)
- ربيع الغضب (2012)
- ويأتي النهار (2012)
- خاتم سليمان (2011)
- لحظة ميلاد (2011)
- الطريق الدائري (2010)
- سي عمر وليلى أفندي (2010)
- عايزة أتجوز (2010)
- قصة حب (2010)
- دموع في نهر الحب (2009)
- كلام نسوان (2009)
- ليالي (2009)

### أفلام
- ليل داخلي (2017)
- هاتولي راجل (2013) (مساعدة مخرج

### سيت كوم
- شوقية وعيلتها المفترية (2018)